# جزيرة سابونتن
جزيرة سابونتن وهي جزيرة من جزر إندونيسيا، وتقع ضمن جزر كانغيان في إقليم جاوة الشرقية.